# Tepetzala, Puebla
Tepetzala är en ort i Mexiko.   Den ligger i kommunen Eloxochitlán och delstaten Puebla, i den sydöstra delen av landet, 250 km öster om huvudstaden Mexico City. Tepetzala ligger 2 027 meter över havet och antalet invånare är 264.
Terrängen runt Tepetzala är kuperad åt sydväst, men åt nordost är den bergig. Terrängen runt Tepetzala sluttar österut. Runt Tepetzala är det ganska tätbefolkat, med 144 invånare per kvadratkilometer. Närmaste större samhälle är Zongolica, 18,1 km norr om Tepetzala. I omgivningarna runt Tepetzala växer i huvudsak städsegrön lövskog.